# 陈与年
陈与年，中华民国官員。福建闽县人，清秀才出身，毕业于早稻田大学法科。
早年参与《公债论》与《日本民事诉讼法论纲》的译制。民国二年，二次革命失败，福建省都督孙道仁离职、北洋军阀李厚基入闽后被委任为福宁府知府。废府后转任霞浦县知事。离职后将省公款带到福州赌博输尽，遭到通缉潜逃上海。民国16年（1927年）福建北洋政府垮台后才改名回到福州。

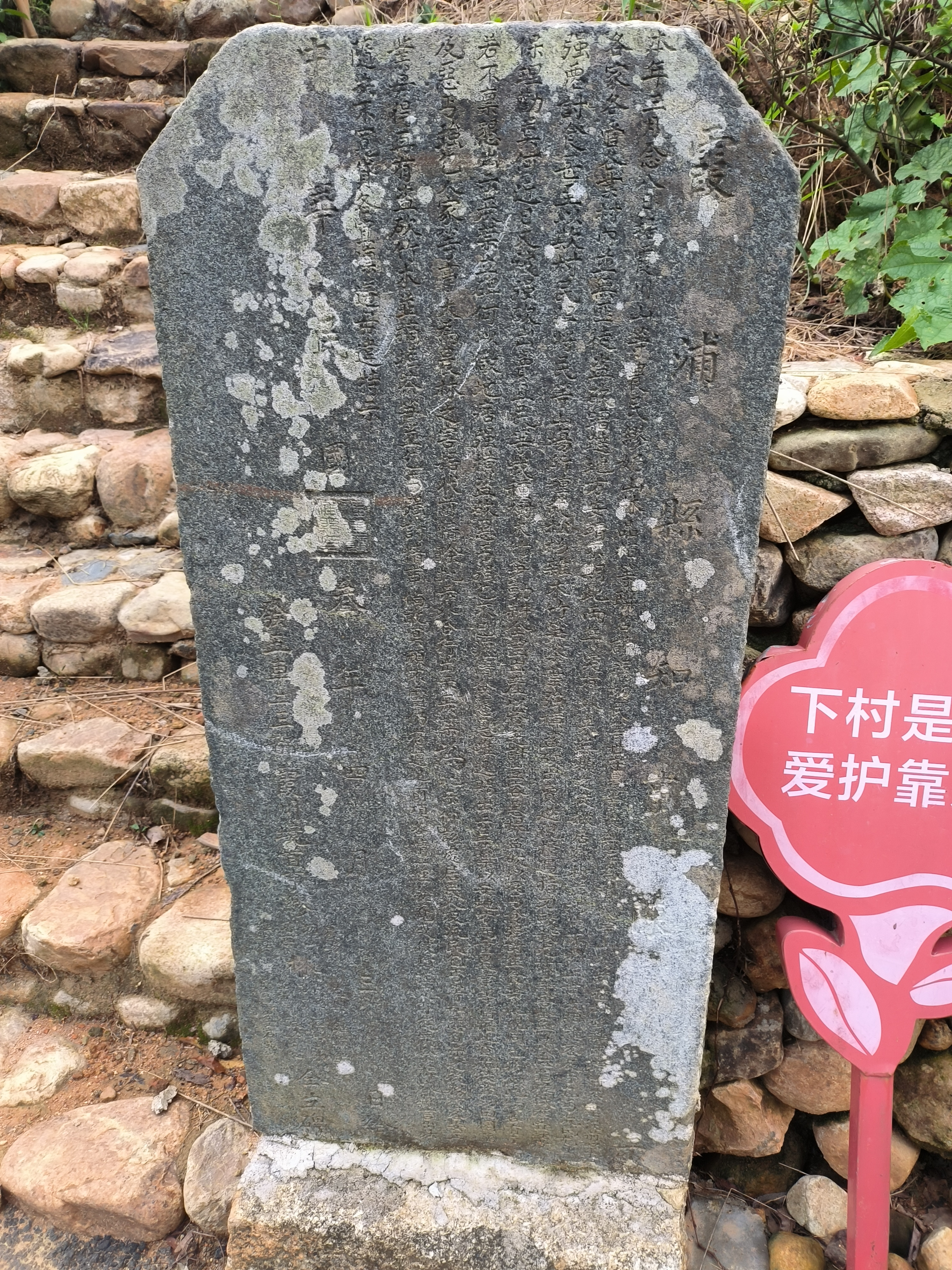
陈与年在任霞浦县知事期间的碑文记事，位于松港街道下村。